# حواس القطط

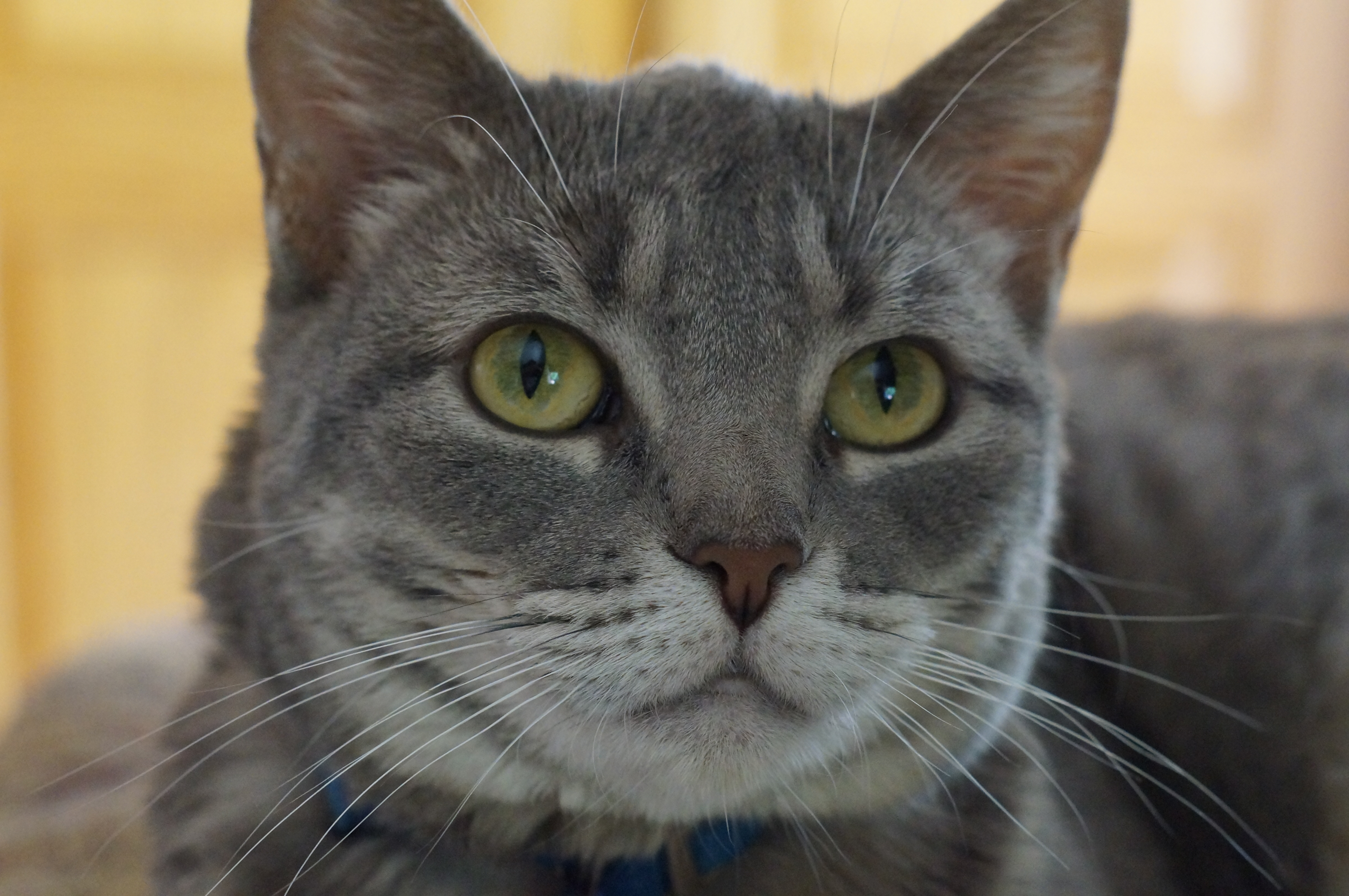
تساعد العينان الكبيرتان والأذنان الكبيرتان القطط على الافتراس في الضوء الخافت

تعتبر حواس القطط تكيّفات تتيح للقطط أن تكون حيوانات مفترسة ذو كفاءة بالغة. تعتبر القطط ماهرة في رصد الحركة في الإضاءة الخافتة، ولديها حساسية حادّة للأصوات والروائح وتعزّزها الشوارب الطويلة، التي تبرز من رؤوسها وأجسادها. تطوّرت هذه الحواس لتساعد القطط على الصيد بفعالية في الليل.

## حاسة البصر
القطط لها بساط شفاف (بالإنجليزية: tapetum lucidum)، وهي طبقة عاكسة خلف الشبكية تُرسل الضوء الذي يمرّ عبر شبكية العين مرة أخرى إلى العين. في حين أن هذا يحسّن القدرة على الرؤية في الظلام ويمكّن القطط من الرؤية بالاستعانة بما يقرب من سدس كمية الضوء التي يحتاجها الناس، غير أنه يقلّل من حدة البصر الصافي، وبالتالي تقل حدّة البصر عندما يكون الضوء وفيرًا. تتراوح حدّة البصر لدى القط في أي مكان من 20/100 إلى 20/200، ما يعني أن القط يجب أن يكون على بعد 20 مترًا لمعرفة ما يمكن للإنسان العادي رؤيته على بعد 100 أو 200 متر. يبدو أن القطط قصيرة البصر، ويعني أنها لا تستطيع رؤية الأجسام البعيدة أيضًا. تكون القدرة على رؤية الأجسام القريبة مناسبة تمامًا للصيد والإمساك بالفرائس. في الضوء بالغ السطوع، تنحصر الحدقة الشبيهة بالشق انحصارًا شديدًا على العين، ما يقلّل من كمية الضوء الواصل إلى شبكية العين الحساسة، ويحسّن عمق المجال. القطط الكبيرة تتمتّع بحدقات عيون تتقلّص إلى نقطة مستديرة. يمنح البساط الشفاف والآليات الأخرى للقطط حدًا أدنى للكشف عن الضوء يصل إلى سبع مرات أقل من ذلك الذي لدى البشر. يرجع التباين في لون عيون القطط في صور الفلاش، إلى حد كبير، إلى انعكاس الفلاش على البساط الشفاف.
يبلغ مجال الرؤية البصرية عند القطط 200 درجة، مقارنة مع 180 درجة عند البشر، ولكن الرؤية الثنائية (تتداخل في الصور من كل عين) تكون أضيق من تلك التي لدى البشر. كما هو الحال عند معظم الحيوانات المفترسة، عيونها موجّهة إلى الأمام، ما يوفّر إدراك العمق على حساب مجال الرؤية. يعتمد مجال الرؤية إلى حد كبير على موضع العينين، ولكنه قد يرتبط أيضًا ببناء العين. بدلاً من النقرة المركزية، التي تعطي البشر رؤية مركزية حادة، القطط لديها شريط مركزي يعرف باسم الشريط البصري. يمكن للقطط أن ترى بعض الألوان ويمكن أن تحدد الفرق بين الأضواء الحمراء والزرقاء والصفراء، وكذلك بين الأضواء الحمراء والخضراء. القطط قادرة على التمييز بين الأزرق والبنفسجي أفضل من بين الألوان القريبة من نهاية الأحمر للطيف. لكن القطط لا تستطيع أن ترى نفس ثراء تدرّج الألوان وتشبّع الألوان التي يمكن للبشر رؤيتها. كشفت دراسة أجريت عام 2014 أن عدسات القطط والعديد من الثدييات الأخرى تنقل كميات كبيرة من ضوء الأشعة فوق البنفسجية (UVA 315–400 نانومتر)، ما يشير إلى أنها تمتلك حساسية لهذا الجزء من الطيف.

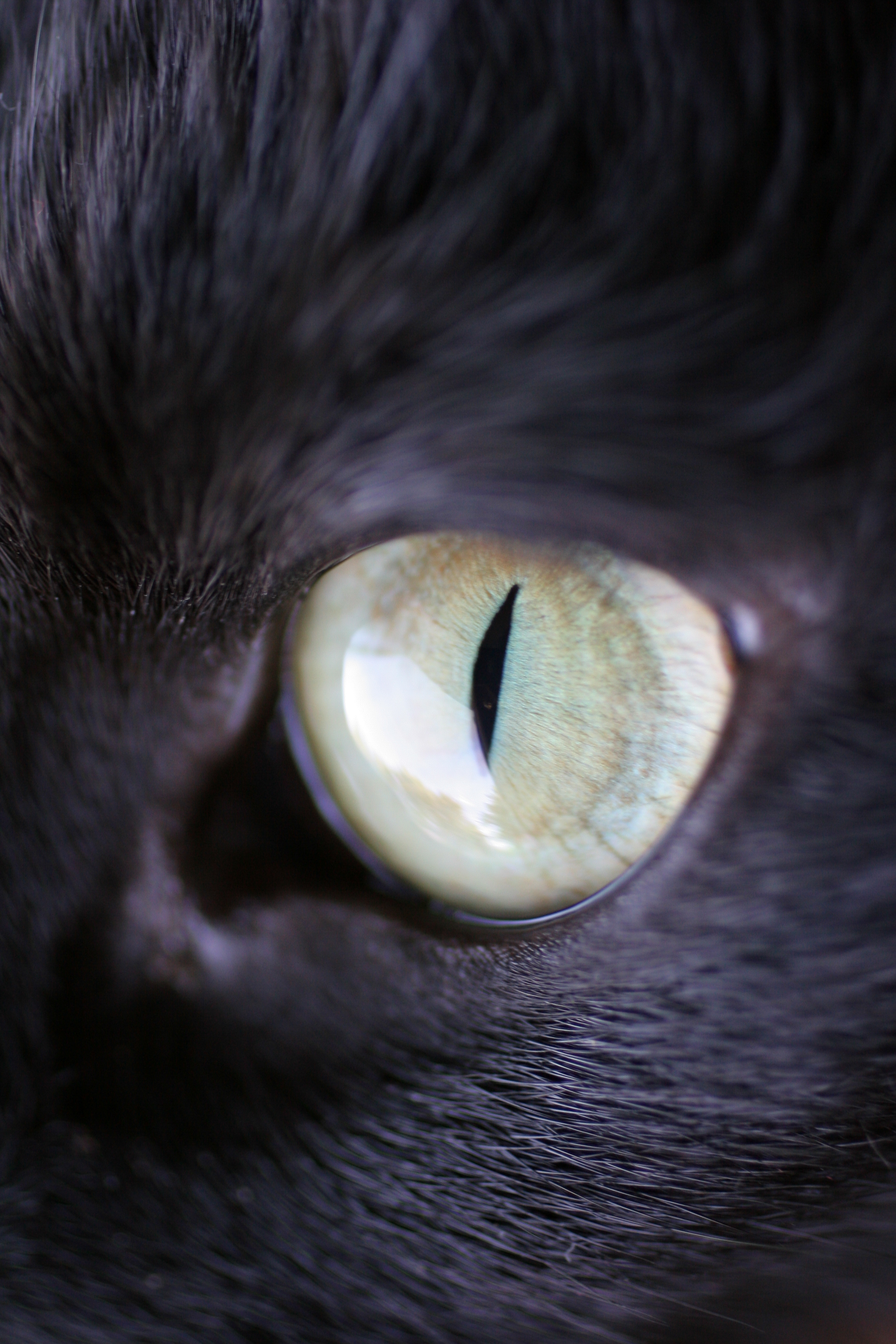
صورة قريبة لعين قط

القطط لها جفن ثالث، هو الغشاء الرافّ، وهو غطاء رفيع يغلق من الجانب ويظهر عندما يفتح القط جفنه. يُغلق هذا الغشاء جزئيًا إذا كانت القطة مريضة، على الرغم من أن هذا الغشاء في حالة النعاس يكون غالبًا مرئيًا.
غالبًا ما تنام القطط خلال النهار حتى تتمكن من الصيد ليلًا. خلافًا للبشر، لا تحتاج القطط إلى أن تطرف أعينها على نحو منتظم للحفاظ عليها رطبة (بالدموع). قد تكون الأعين التي لا تطرف ميزة إضافية عند الصيد. ومع ذلك، فإن القطط عادةً ما «تنظر بعينين نصف مغمضتين» كشكل من أشكال التواصل للتعبير عن المودّة والارتياح عند تواجد قط أو إنسان في الجوار.

## حاسّة السمع
لدى البشر والقطط مدى سمعي متقارب في الطرف الأدنى من المقياس، لكن يمكن للقطط أن تسمع أصواتًا ذو حدة أعلى، تصل إلى 64 كيلو هرتز، أي 1.6 أوكتاف أعلى من مدى سمع الإنسان، وحتى 1 أوكتاف أعلى من مدى سمع كلب. عند الاستماع لصوت ما، سيدير القط أذنيه نحو اتجاه مصدر الصوت؛ يمكن أن تشير أذن القط (الصيوان) إشارة مستقلة إلى الخلف وكذلك إلى الأمام وللجانب لتحديد مصدر الصوت. يمكن للقطط أن تحدّد في غضون ثلاث بوصات (8 سم) على موقع الصوت الذي يصدر على بعد ياردة واحدة (1 م) - وهذا يمكن أن يكون مفيدًا لتحديد موقع فريستها.
على الرغم من الاعتقاد السائد منذ وقت طويل أن القطط لا تستجيب للموسيقى، فقد أظهرت الدراسات الحديثة أنها في الواقع تستجيب للموسيقى التي أنشئت بترددات خاصة بالأنواع. تشير النتائج إلى أن القطط تستفيد من العلاج بالموسيقى عند تأليف أصوات لاستهداف حاستها السمعية. وتتضمّن النتائج الأخرى الحساسية المرتبطة بالعمر (كانت القطط الأكبر سنًا والأصغر سنا أكثر استجابة من القطط في منتصف العمر).
من أحد المفاهيم الخاطئة الشائعة هو الظن بأن جميع القطط البيضاء ذات العيون الزرقاء صماء. هذا ليس صحيحًا، إذ ثمّة العديد من القطط ذات العيون الزرقاء التي تتمتع بحاسة سمع مثالية. ومع ذلك، فإن القطط البيضاء ذات العيون الزرقاء لديها معدلات إصابة مرتفعة بالصمم الوراثي أكثر بكثير من القطط البيضاء التي تتميّز عيناها بألوان أخرى. يسمّى القط الأبيض الذي يتميّز بعين زرقاء وأخرى ملوّنة «القط مختلف العين» وقد يكون أصمًّا على نفس جانب العين الزرقاء. هذا هو نتيجة ارتفاع تصبّغ القزحية الصفراء إلى سطح عين واحدة فقط، لأن العيون الزرقاء طبيعية عند الولادة قبل أن تتاح الفرصة للتصبغ عند البالغين للتعبير عن نفسها في العين (العينين).

## حاسة اللمس
للقط نحو أربع وعشرين من الشعيرات المتحركة (الشوارب)، في أربع مجموعات من كل شفة العليا على جانبي أنفه (قد يكون لدى بعض القطط أكثر من أربع). هناك أيضًا عدد قليل على كل خد، وخصلات فوق العينين، وشعيرات على الذقن، وعلى المعصمين الداخليين للقط، وفي الجزء الخلفي من الساقين. قد يكون القط الفرعوني (سلالة صلعاء تقريبًا) شعيرات كاملة الطول أو قصيرة، أو قد لا يكون لديه شعيرات على الإطلاق.
تشبه بنية منطقة الدماغ (القشرة البرميلية) التي تتلقى المعلومات من الشعيرات، تلك الموجودة في القشرة البصرية التي تسمح للقط بإنشاء خريطة ثلاثية الأبعاد لمحيطه. هذا لا يعني أن الاستشعار بالشعيرات هو نوع من الرؤية. فهو ما يزال يُعد إحساسًا باللمس، والمعلومات البيئية تُجمع تدريجيًا (في خطوات صغيرة).
تساعد الشعيرات على الإحساس والملاحة. يمكن تحريك الصفين العلويين من الشعيرات حركة مستقلة عن الصفين السفليين لمزيد من الدقة أثناء القياس. إن شعيرات القط أكثر سماكة من شعر القط العادي بأكثر من الضعف، وجذورها أعمق بثلاث مرات في نسيج القطط مقارنة بالشعر. لدى الشعيرات العديد من النهايات العصبية في قاعدتها، والتي تعطي القطط معلومات مفصّلة على نحو استثنائي حول حركات الهواء القريبة والأجسام التي تتصل جسديًا بالهواء. إنها تمكّن القطط من معرفة حقيقة أنها قريبة من الحواجز دون الحاجة لرؤيتها.
تساعد الشعيرات في الصيد. يكشف التصوير عالي السرعة أنه عندما يتعذر على القط رؤية فرائسه لأنهم قريبون جدًا من فمه، فإن شعيراتها تتحرك لتشكّل شكل سلّة حول خطمها من أجل تحديد موقع الفريسة بدقة. قد تعضّ القطط التي تضرّرت شعيراتها على الجزء الخطأ من فرائسها، ما يشير إلى أنها توفّر للقطط معلومات مفصّلة عن شكل ونشاط فريستها.